# Case-Pilote
Case-Pilote est une commune française, située dans le département de la Martinique. Ses habitants sont appelés les pilotins du nord (ou Case-Pilotins).

## Géographie

### Localisation
Ville de la côte caraïbe de la Martinique, Case-Pilote se situe environ 12 km au nord de Fort-de-France.

## Urbanisme

### Typologie
Case-Pilote est une commune rurale, car elle fait partie des communes peu ou très peu denses, au sens de la grille communale de densité de l'Insee,,,. Elle appartient à l'unité urbaine de Fort-de-France, une agglomération intra-départementale regroupant 4 communes et 115 501 habitants en 2022, dont elle est une commune de la banlieue,.
Par ailleurs la commune fait partie de l'aire d'attraction de Fort-de-France, dont elle est une commune de la couronne. Cette aire, qui regroupe 28 communes, est catégorisée dans les aires de 200 000 à moins de 700 000 habitants,.
La commune, bordée par la mer des Caraïbes au sud-ouest, est également une commune littorale au sens de la loi du 3 janvier 1986, dite loi littoral. Des dispositions spécifiques d’urbanisme s’y appliquent dès lors afin de préserver les espaces naturels, les sites, les paysages et l’équilibre écologique du littoral, par exemple le principe d'inconstructibilité, en dehors des espaces urbanisés, sur la bande littorale des 100 mètres, ou plus si le plan local d’urbanisme le prévoit,.

## Toponymie
Le nom de la commune se compose du mot case, qui renvoie aux habitations rudimentaires dans les anciennes colonies, et du mot Pilote, surnom donné par les Français à un chef caraïbe qui avait, par le passé, établi sa résidence sur ce territoire.

## Histoire
Cette commune est l'une des plus anciennes de l'île. Lors de la distribution des concessions, à l'arrivée des Français à la Martinique, Case-Pilote fut attribuée à l'un des lieutenants de Pierre Belain d'Esnambuc répondant au nom de Lestiboudois de la Vallée. C'est à lui que Jean Dupont, premier gouverneur de l'île avait confié l'administration provisoire de la colonie.
Lestiboudois de la Vallée donna le terrain nécessaire pour la construction des édifices religieux et entre 1640 et 1645 la paroisse fut créée. Il y fut édifié une modeste chapelle puis une église. Cette église qui a plusieurs fois été reconstruite vit R. P. Robillard y installer un baptistère qui aujourd'hui fait l'admiration des visiteurs.
C'est à Case-Pilote qu'eut lieu l'incident qui fut la cause indirecte de la mort de Jacques Dyel du Parquet. Comme l'entretien d'une flottille de garde-côtes, dont le maintien était indispensable pour tenir en respect les Caraïbes, lui coûtait beaucoup d'argent, le gouverneur avait demandé aux habitants de l'île de cotiser pour faire face à pas moins de la moitié des dépenses. Certains colons avaient trouvé cette mesure inopportune. Ainsi, un jour où du Parquet s'était rendu à Case-Pilote avec sa femme, invité à un baptême par Lestiboudois de la Vallée, capitaine de milice de la ville, un colon du nom de Bourlet, qui donna son nom à une propriété environnante (Fond Bourlet), vint à sa rencontre avec deux cents hommes armés et, s'étant approché du gouverneur, il lui déclara, sur un ton très irrespectueux, que ni lui ni ses amis ne paieraient la contribution en cause. Outré de tant d'audace, du Parquet porta la main à son épée, mais relevant d'une récente crise de goutte, il n'eut même pas la force d'ôter l'arme de son fourreau. Deux jours plus tard, il s'alita pour ne plus se relever.
Le 16 janvier 1762, les Anglais débarquent à Case-Pilote et l'incendient. Les colons se réfugient dans le fort.
En 1778, la batterie de tir de Case Pilote se voit dotée de trois canons. Plus tard, ce lieu deviendra le quartier appelé La Batterie.
En 1792, le curé de Case-Pilote, l'abbé Cairety annonce que des soldats du Fort Royal viennent en direction de Case-Pilote ; les Anglais sont repoussés hors de Case-Pilote.
En 1837, Case-Pilote devient officiellement une commune par décret.
Le 11 janvier 1839, aux environs de 6 h, un grand tremblement de terre détruit en partie l'église de la commune ainsi qu'une grande partie du bourg.
En 1890, le frère de Victor Sévère, Jules Sévère devient le maire de Case-Pilote.
En 1922, la distillerie Maniba se change en sucrerie pour faire face à la loi contingent qui limitait le nombre de litres de rhum qui devait être exporté.
C'est en 1925 que Saint-Just Orville devient maire de Case-Pilote. Trois ans plus tard, il fait réparer l'église de Case-Pilote.
En 1980, l'usine à sucre de Maniba ferme ses portes.
En 1990, le clocher de l'église est restauré.
Aujourd'hui Case-Pilote est une petite commune dont les revenus sont tirés essentiellement de la pêche et de sa taxe d'habitation (l'une des plus élevées de l'île).

## Politique et administration

### Rattachements administratifs et électoraux
Case-Pilote appartient à l'arrondissement de Saint-Pierre et vote pour les représentants de l'Assemblée de Martinique. Avant 2015, elle élisait son représentant au conseil général dans le canton de Case-Pilote-Bellefontaine, entité dont elle était le chef-lieu.
Pour l’élection des députés, la commune fait partie de la deuxième circonscription de la Martinique.

### Intercommunalité
La commune appartient à la communauté d'agglomération du Pays Nord Martinique.

## Population et société

### Démographie
L'évolution du nombre d'habitants est connue à travers les recensements de la population effectués dans la commune depuis 1961, premier recensement postérieur à la départementalisation de 1946. À partir de 2006, les populations de référence des communes sont publiées annuellement par l'Insee. Le recensement repose désormais sur une collecte d'information annuelle, concernant successivement tous les territoires communaux au cours d'une période de cinq ans. Pour les communes de moins de 10 000 habitants, une enquête de recensement portant sur toute la population est réalisée tous les cinq ans, les populations de référence des années intermédiaires étant quant à elles estimées par interpolation ou extrapolation. Pour la commune, le premier recensement exhaustif entrant dans le cadre du nouveau dispositif a été réalisé en 2006.

En 2022, la commune comptait 4 524 habitants, en évolution de +1,59 % par rapport à 2016 (Martinique : −4,11 %, France hors Mayotte : +2,11 %).
| 1961  | 1967  | 1974  | 1982  | 1990  | 1999  | 2006  | 2011  | 2016  |
| ----- | ----- | ----- | ----- | ----- | ----- | ----- | ----- | ----- |
| 1 712 | 1 709 | 1 775 | 2 016 | 3 650 | 4 048 | 4 408 | 4 447 | 4 453 |

| 2021  | 2022  | - | - | - | - | - | - | - |
| ----- | ----- | - | - | - | - | - | - | - |
| 4 499 | 4 524 | - | - | - | - | - | - | - |

### Sports
Équipement sportif :
- Stade Omer-Kromwell.

Clubs sportifs : 
- Le CS Case-Pilote, football (ancien club de Gérard Janvion ex joueur de l'AS Saint-Etienne et de l'Équipe de France de football) ;

Le CS Case-Pilote a remporté la Coupe de la Martinique de football en 1977, 2006, 2010 et la Coupe de France - Zone Martinique en 2001 et 2010. Les joueurs connus du CS Case-Pilote sont Gérard Janvion, ancien joueur professionnel de l'AS Saint-Etienne et de l'Équipe de France de football, Éric Boniface, ancien joueur professionnel du FC Sochaux, Frédéric Boniface, ancien joueur professionnel du Stade de Reims, Jean-François Go, ancien gardien de but professionnel du CS Sedan, Jacky Berdix, ancien joueur professionnel du Sporting Toulon Var, Jean-Victor Lavril, José Goron et Loïc Chauvet, anciens joueurs du Club franciscain. La plupart de ces joueurs ont évolué aussi en Équipe de Martinique de football.
- MJC de Case-Pilote, basket-ball ;
- Club Subaquatique de Case-Pilote (CSCP), plongée sous-marine.

## Économie
Le taux de chômage, en 2019, pour la commune, était de 16,6 %.

## Culture locale et patrimoine

### Lieux et monuments

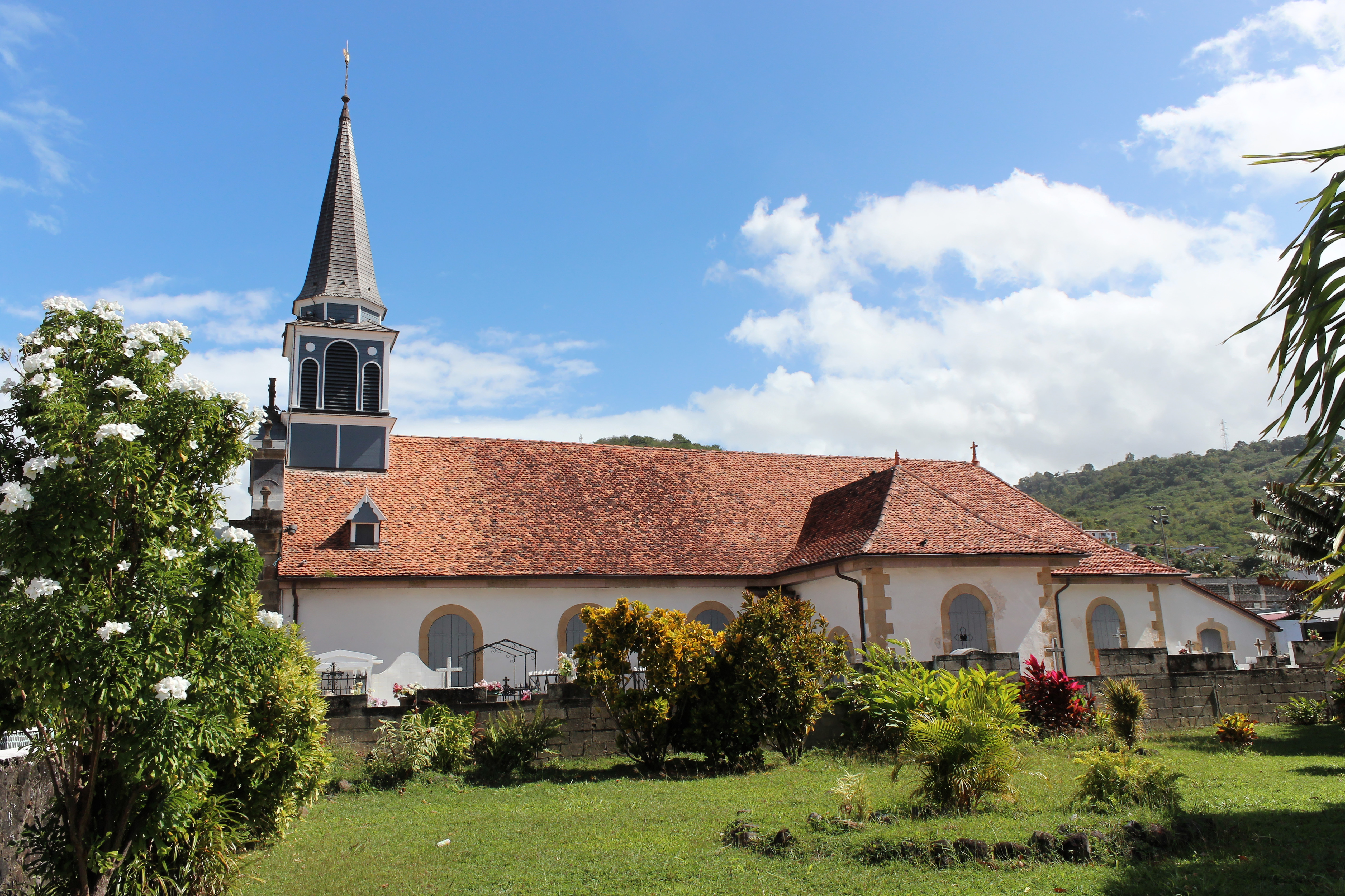
L'église.

- Église Notre-Dame-de-l'Assomption-et-Saint-Joseph, du XVIIe siècle, plus vieille église de l'île, et classée Monument Historique depuis le 2 mai 1979[23]. L'église est dédiée à l'Assomption de Marie et à saint Joseph.Façade de l'église Notre-Dame-de-l'Assomption-et-Saint-Joseph

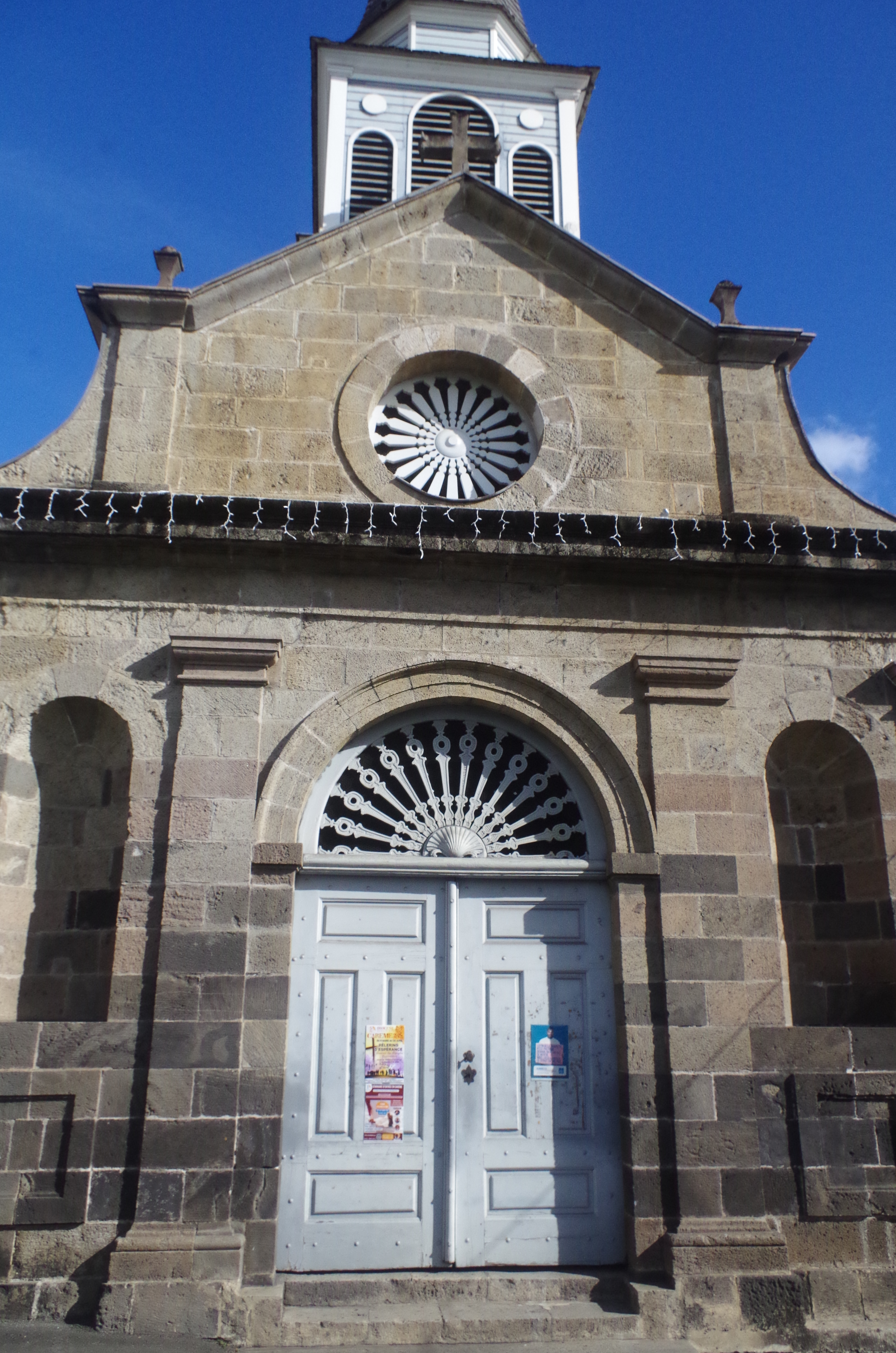
Façade de l'église Notre-Dame-de-l'Assomption-et-Saint-Joseph

- Fontaine de la place Gaston-Monerville.

### Personnalités liées à la commune
- Xavier Orville, écrivain, romancier et professeur agrégé d'espagnol. En 1979, il obtient le Prix littéraire des Caraïbes pour son roman "Délice et le Fromager" et en 1993, le Prix Frantz Fanon pour son roman "Cœur à vie". Xavier Orville a été le conseiller culturel du président sénégalais Léopold Sédar Senghor de 1979 à 1981. Il est l'un des plus illustres intellectuels originaires de la commune de Case-Pilote.
- Gaston Monnerville, avocat et homme politique, il a été Président du Sénat de 1958 à 1968, député radical de la Guyane de 1932 à 1942 et membre du Conseil constitutionnel. Ses parents sont originaires de la commune de Case-Pilote. Un buste en la mémoire de Gaston Monnerville a été installé sur la place principale du bourg de Case-Pilote[24],[25].
- Victor Sévère, né à Case-Pilote (1867-1957), homme politique, maire de Fort de France à plusieurs reprises entre 1900 et 1945 et député de la Martinique de 1906 à 1914 et de 1924 à 1928 et de 1936 à 1940. Il a été aussi président du Conseil général de la Martinique de 1905 à 1906.
- Roger Lise, maire de Case-Pilote de 1965 à 1983, conseiller général du canton de Case-Pilote-Bellefontaine de 1982 à 2001 et sénateur de la Martinique de 1977 à 1995.
- Antoine Siger, ancien maire de Fort-de-France assassiné en 1908.
- Max Orville, enseignant et directeur d'école, député européen du 20 mai 2022[26] au 9 mai 2024. Président du Modem Martinique depuis 2009 et ancien conseiller municipal de Case-Pilote et de Schoelcher. Il est le petit-fils de l'ancien maire de Case-Pilote, Saint-Just Orville.
- Jeannine Lafontaine alias "Jala", éditrice, elle est l'auteur d'une vingtaine d'ouvrages de littérature d'enfance et de jeunesse.
- Gérard Janvion, ancien footballeur professionnel de l'AS Saint-Étienne et de l'Équipe de France de football[21]. Le mythique Gérard Janvion
- Germain Nelzy (1934-2012), né à Case-Pilote, athlète, champion de France du 400 mètres en 1962 et finaliste (8e) de la finale olympique du relais 4 X 400 mètres à Rome en 1964.